# محسن البرازي
الدكتور محسن البرازي (ولد في حماة سنة 1904 (وفي بعض المصادر 1902) وأُعدِم في دمشق في 14 أغسطس 1949). محامٍ وأكاديمي وسياسي سوري، تولى رئاسة حكومة سوريا لعشرين يوما عام 1949، وأُعدِم شنقا إثر انقلاب سامي الحناوي الذي أطاح بحسني الزعيم وحكومته.
ولد محسن البرازي في حماة، ودرس القانون في فرنسا وحصل على شهادة في القانون من جامعة ليون سنة 1930، 
ثم نال شهادة الدكتوراه في الحقوق من جامعة السوربون، وعمل محاميًا وأستاذًا للقانون الدولي بجامعة دمشق.
في سنة 1933 شارك مع عدد من المفكرين العرب (من بينهم المؤرخ قسطنطين زريق والفيلسوف زكي الأرسوزي والسياسي صبري العسلي) في تأسيس عصبة العمل القومي، والتي كان من أهدافها مناوأة التأثير الاستعماري الأوروبي، وقد كان للعصبة وجود بارز في كل من سوريا ولبنان، ودعت إلى إلغاء الانتدابين الفرنسي والبريطاني على الدول العربية وإلى الوحدة الاقتصادية العربية.
اختاره الرئيس شكري القوتلي بعد انتخابه رئيسا سنة 1943 ليتولى منصب الأمين العام لرئاسة الجمهورية، ثم كلفه حسني الزعيم قائد انقلاب 9 آذار/مارس 1949 برئاسة الحكومة.

## العمل السياسي
عمل البرازي وزيرًا للمعارف في الفترة من أبريل إلى سبتمبر 1941 في وزارة خالد العظم الأولى، ثم عينه الرئيس شكري القوتلي مساعدًا له بين عامي 1943 و1946، وكان مستشارًا قانونيًا للقوتلي وكاتبًا لخطاباته ومبعوثًا له إلى الخارج.

### رئاسته للوزراء
في مارس 1949 وقع انقلاب عسكري بقيادة قائد الجيش حسني الزعيم، أطاح بنظام الرئيس شكري القوتلي، وقد كان محسن البرازي هو الرجل الوحيد من رجال القوتلي الذي احتفظ بموقعه في النظام الجديد، ليصبح من المستشارين المقربين إلى الزعيم.
وفي يوليو 1949 قام الزعيم بتعيين محسن البرازي رئيسًا لوزرائه، فاستغل البرازي علاقاته الواسعة بقادة الدول العربية في كل من السعودية والأردن ومصر ولبنان لكسب التأييد العربي لنظام الزعيم.

### مفاوضاته مع إسرائيل
كُلف البرازي بإجراء مفاوضات سرية مع إسرائيل بهدف عقد معاهدة سلام مع الدولة العبرية، وبحث إمكانية عقد مؤتمر قمة بين الزعيم ورئيس الوزراء الإسرائيلي بن غوريون. وقد وصلت المفاوضات إلى مستويات متقدمة، واتصل وزير الخارجية الإسرائيلي موشيه شاريت بالبرازي في 6 أغسطس 1949 لبحث تحديد موعد لعقد محادثات سلام رسمية.

### الحزب السوري القومي الاجتماعي

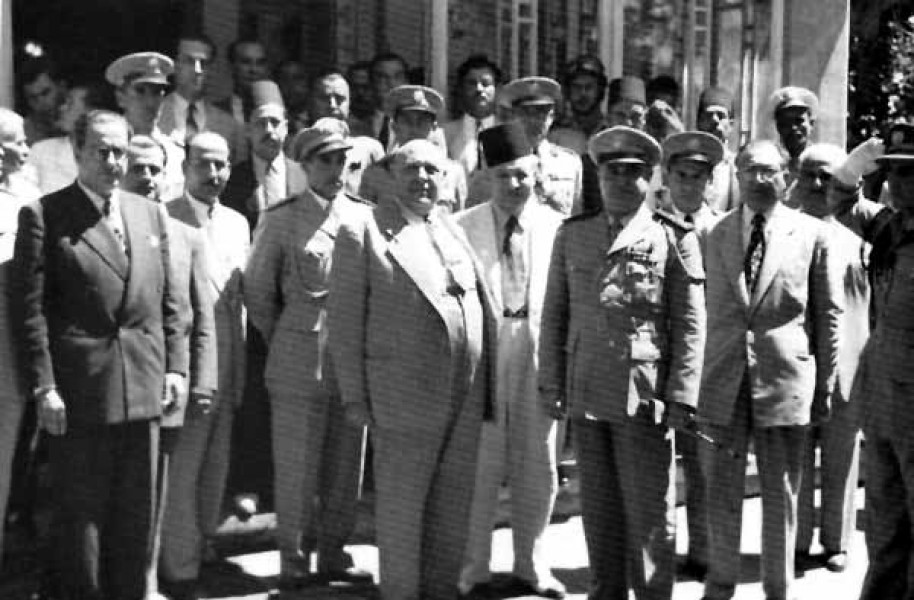
القمة السورية اللبنانية في يوليو 1949، ويظهر في الصورة من اليمين إلى اليسار الرئيس اللبناني بشارة الخوري ورئيس الوزراء اللبناني رياض الصلح والرئيس السوري حسني الزعيم ورئيس وزرائه محسن البرازي

نجح البرازي في عقد اتفاق بين الزعيم ورئيس الوزراء اللبناني رياض الصلح سلم بموجبهِ أنطون سعادة مؤسس الحزب السوري القومي الاجتماعي إلى لبنان حيث أُعدِم بعد محاكمة صورية سريعة في فجر يوم 8 يوليو 1949، مقابل دعم لبنان لنظام الزعيم وموافقة الحكومة اللبنانية على عدد من المعاهدات الاقتصادية طويلة الأمد في قمة يوليو 1949 التي جرت بين رئيسي البلدين. وقد كان إعدام سعادة ودور حسني الزعيم في تسليمهِ إلى خصومهِ سببًا في إثارة الضباط المنتمين إلى الحزب السوري القومي الاجتماعي ضد الزعيم، وهو ما أسقط حكم الزعيم في النهاية.

## النهاية
في 14 أغسطس 1949 قاد سامي الحناوي مع عدد من ضباط الجيش المنتمين إلى الحزب السوري القومي الاجتماعي انقلابًا عسكريًا أسقط نظام الزعيم، واقتيد الزعيم مع رئيس وزرائه محسن البرازي إلى الإعدام رميًا بالرصاص في الساعات الأولى من فجر ذلك اليوم.